# Dolichoderus longipennis
Dolichoderus longipennis é uma espécie de formiga do gênero Dolichoderus.